# كرسول لين
كرسول لين (الاسم العلمي:Crassula mollis) هو نوع نباتي يتبع جنس الكرسول من فصيلة الكرسولية.